# Оморова, Ричи
Эфоса Ричи Оморова (швед. Efosa Richie Omorowa; род. 30 марта 2004, Akalla, Стокгольм) — шведский футболист, нападающий турецкого клуба «Самсунспор».

## Клубная карьера
Является воспитанником столичного АИК. В клубе прошёл путь от детских и юношеских команд до тренировок с основной. Летом 2020 года в команде до 17 лет стал победителем юношеского кубка лиги. В финальной игре АИК оказался сильнее «Мальмё», а Оморова забил один из трёх мячей. В феврале 2021 года впервые попал в заявку основной команды на матч группового этапа кубка страны с «Эскильстуной», но на поле не появился.
18 июля 2021 года стал игроком «Броммапойкарны», выступавшей в первом дивизионе. Впервые за клуб сыграл 23 мая 2022 года в матче с «Хальмстадом», заменив на 80-й минуте Мунира Джеласси. В августе того же года во встрече с «Эстерсундом» забил своей первый мяч, благодаря чему его команда смогла одержать победу. По итогам сезона «Броммапойкарна» заняла первую строчку в турнирной таблице Суперэттана и вышла в Алльсвенскан. 8 апреля 2023 года в матче против «Мальмё» дебютировал в чемпионате Швеции, заменив на 84-й минуте Николу Васича.
28 июля 2023 года перешёл в нидерландский «Эксельсиор», подписав с клубом двухлетний контракт.
Летом 2025 года стал игроком турецкого клуба «Самсунспор».

## Достижения
«Броммапойкарна»
- Победитель Суперэттана: 2022

## Клубная статистика
| Выступление      | Выступление      | Выступление      | Лига | Лига | Кубки | Кубки | Конт. кубки | Конт. кубки | Итого | Итого |
| Клуб             | Лига             | Сезон            | Игры | Голы | Игры  | Голы  | Игры        | Голы        | Игры  | Голы  |
| ---------------- | ---------------- | ---------------- | ---- | ---- | ----- | ----- | ----------- | ----------- | ----- | ----- |
| Броммапойкарна   | Суперэттан       | 2022             | 14   | 3    | 1     | 0     | 0           | 0           | 15    | 3     |
| Броммапойкарна   | Алльсвенскан     | 2023             | 9    | 1    | 3     | 1     | 0           | 0           | 12    | 2     |
| Броммапойкарна   | Итого            | Итого            | 23   | 4    | 4     | 1     | 0           | 0           | 27    | 5     |
| Всего за карьеру | Всего за карьеру | Всего за карьеру | 23   | 4    | 4     | 1     | 0           | 0           | 27    | 5     |